# ベンケイガニ
ベンケイガニ（弁慶蟹、学名: Orisarma intermedium）は、十脚目ベンケイガニ科（旧分類ではイワガニ科）に分類されるカニの一種。インド太平洋沿岸の熱帯・温帯域に広く分布し、海岸の塩性湿地や川辺に生息する。同様に水辺や海辺に生息する近縁種には、「○○ベンケイガニ」という標準和名がよく充てられる。

## 形態

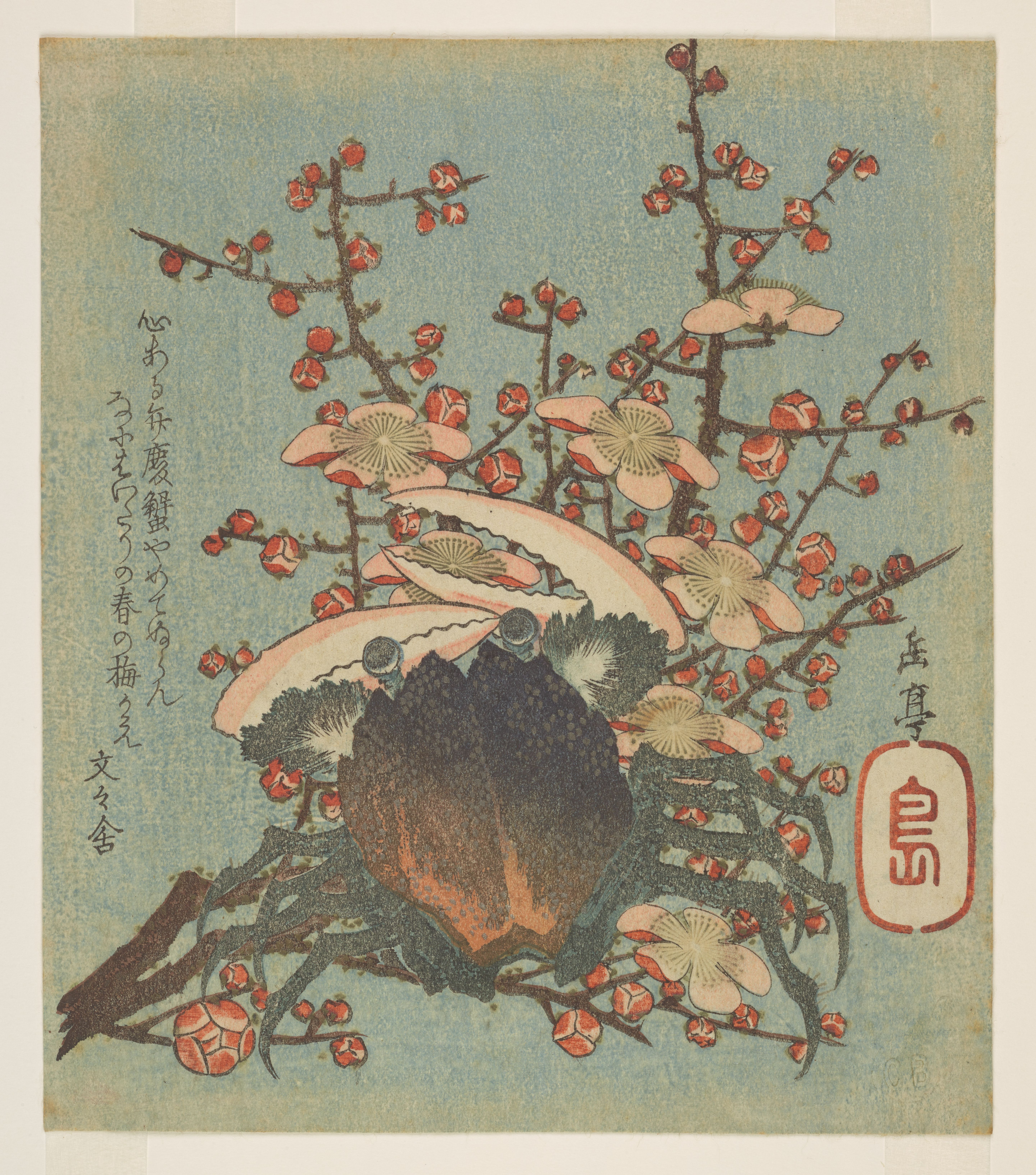
弁慶蟹。岳亭春信画、1823年頃

成体は甲幅35mm、甲長25mmほど。頭胸甲は厚みのある四角形で、複眼の下の甲外縁に2つの鋸歯がある。甲の背面は額の中央が窪み、他の各区域も溝で仕切られ、凹凸がある。「弁慶蟹」という和名は、甲のゴツゴツした質感を武蔵坊弁慶の厳つい形相になぞらえたものである。鉗脚は鮮やかな橙色だが、指部分は黄白色である。体と歩脚は橙色から褐色、灰褐色まで個体変異がある。

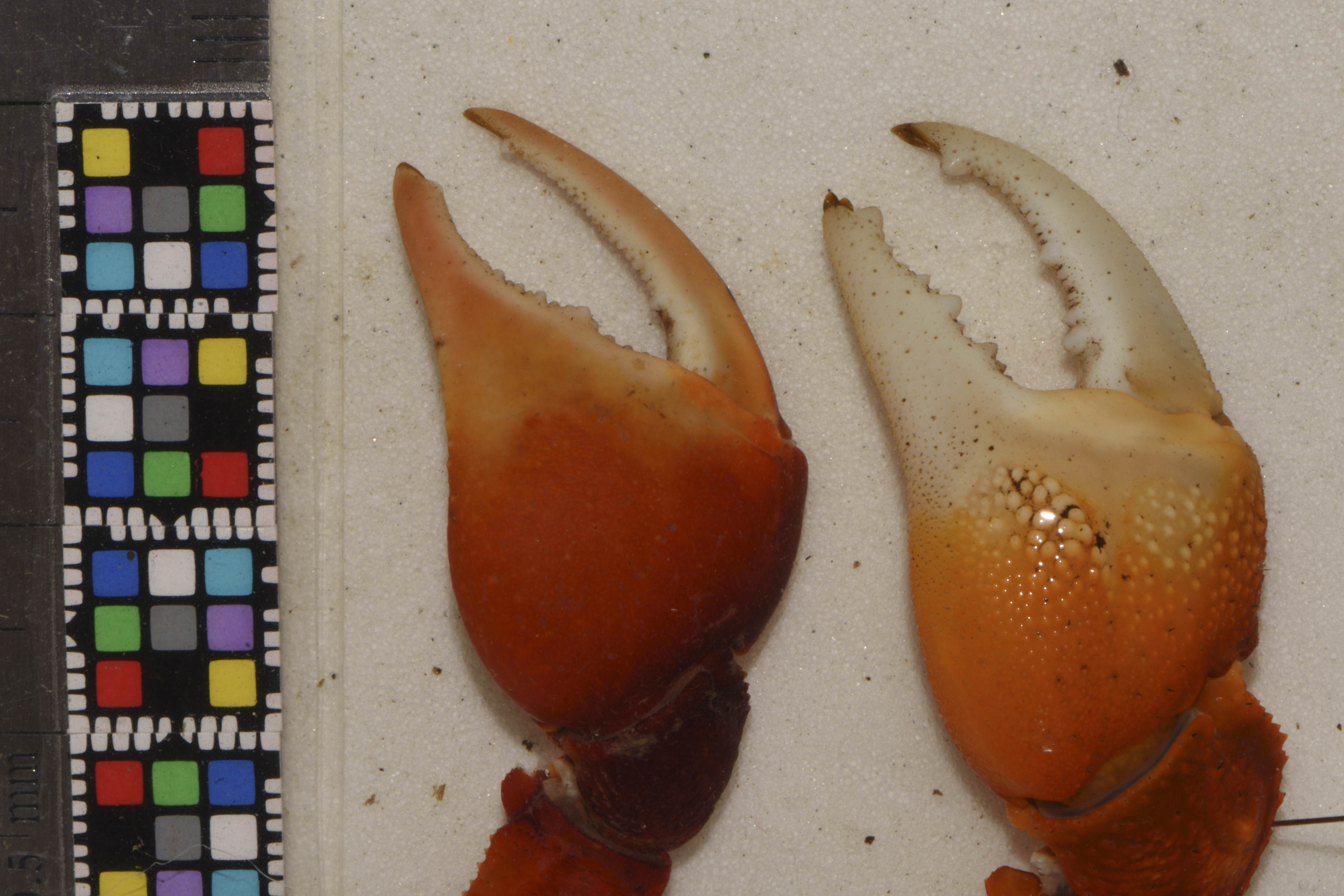
アカテガニ（左：すべすべ）とベンケイガニ（右：粒が目立つ）の違い（福岡県糸島市）

近縁種のアカテガニ Chiromantes haematocheir はベンケイガニによく似るが、甲外縁に鋸歯がないこと、背甲の凹凸が低くて丸みがあること、鉗脚（ハサミ）が橙色ではなく鮮紅色であること、鉗脚の外面に目立つ顆粒がなく概ね平滑であることなどで区別がつく。

## 生態
インド太平洋沿岸の熱帯･温帯域に広く分布する。日本では男鹿半島と房総半島以南で見られる。

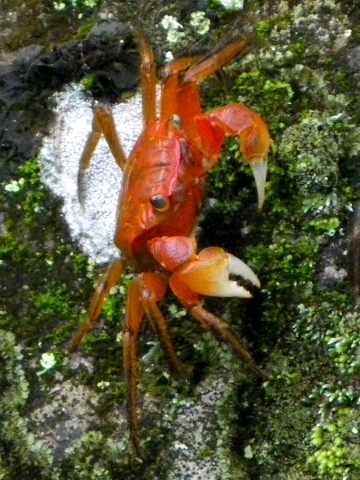
地衣類の生えた石組み護岸をよじ登る（長崎市）

川辺の河原、土手、石垣、森林、草むらなどに生息し、東アジアではアカテガニやクロベンケイガニ C. dehaani と同所的に見られる。ただし、アカテガニが水から離れた高所にも進出するのに対し、ベンケイガニとクロベンケイガニは水からあまり離れず、外敵から逃げる時などは水中に逃げこむことも多い。また、暗く湿った物陰を好み、日中に明るい場所に出ることはほとんどない。
昼間は巣穴や物陰に潜み、夜によく活動する。食性は雑食性で、動物の死骸、小動物、植物など何でも食べる。
繁殖期は夏で、この時期にはアカテガニと同様に抱卵したメスが海岸に集合し、大潮の満潮時に卵を海に放つ。直後に孵化した子はゾエア幼生の形態で、プランクトンとして海中で浮遊生活を送る。1ヶ月ほどの間に5度の脱皮を経てメガロパ幼生へ変態し、底生生活に移行する。メガロパは稚ガニへ変態して上陸、淡水域へ遡上・定着する。